# ゼーヴィント
ゼーヴィント（英:Seewind）、奥通王者归来（中国語）は、日本、中華人民共和国の競走馬。主な勝ち鞍は2016年のラジオNIKKEI賞（GIII）、2017年の七夕賞（GIII）。日本時代の馬名、「ゼーヴィント」の意味は「ドイツ語で『潮風』」。

## 経歴
2013年5月12日、北海道安平町のノーザンファームで誕生。一口馬主法人「シルクホースクラブ」より総額5000万円（一口10万円×500口）で募集された。育成は同期の東京優駿勝ち馬マカヒキと同じくノーザンファーム空港牧場のB2厩舎で行われた。調教スタッフは「マカヒキは気性も良く、何をやらせても優等生といった印象がありました。その一方でゼーヴィントはやんちゃな性格もあって、育成馬の中では一番手のかかる馬でしたね」と振り返っている。
美浦・木村哲也厩舎に入厩。2015年11月にデビューするが、新馬戦は7着に敗れる。年が明けて2戦目の未勝利戦も6着だったが、上がり3Fは出走馬中最速だった。3戦目で初勝利を挙げると、続く山藤賞も制して連勝を飾る。プリンシパルステークスは3着止まりで東京優駿出走は逃したが、ラジオNIKKEI賞では1番人気に推され、直線で伸びて重賞初制覇を果たした。
3歳秋はセントライト記念で皐月賞馬ディーマジェスティにクビ差の2着に入るが、優先出走権を得た菊花賞には向かわず福島記念へ出走。初の古馬相手でも1番人気に支持されたが、マルターズアポジーの逃げ切りを許して2着に終わる。騎乗したアンドレアシュ・シュタルケは「いい競馬は出来ましたが、勝った馬にまんまとやられてしまいました」とコメントした。
2017年はアメリカジョッキークラブカップで2着となった後、休養明けの七夕賞で1番人気に応えて優勝し、重賞2勝目を挙げた。しかし、レース後に左前脚に腫れが見られ、検査の結果、左前第1指骨近位端骨折が判明。約半年の休養を要すると診断された。
2018年は復帰戦の日経賞で6着となり、目黒記念でも直線で前が壁になる不利が響いて6着に終わる。その後、初のG1挑戦となった宝塚記念で14着と大敗し、レース後に屈腱炎を発症していることが判明。一旦は療養に入ったが、回復状況が思わしくないことから、10月9日付でJRAの競走馬登録を抹消し、引退。引退後は福島県岩瀬郡天栄村のノーザンファーム天栄にて乗馬になる予定であった。

しかし、種牡馬として2019年4月9日に中華人民共和国に輸出。当初は種牡馬となる予定であったが、2020年8月22日の内蒙古競馬場で行われた「全国速度马公开赛暨第五届内蒙古草原休闲体育大会」の第4競走「四岁及以上純血马公开赛」（4歳以上サラブレッドオープン、ダート2400メートル）にて競走馬に復帰した。
 なお性別欄では「公」になっているが牡馬の中国語表記であり変更は無い。

## 競走成績
日本での競走についてはnetkeiba.comの情報に基づく。
| 競走日     | 競馬場 | 競走名                 | 格      | 距離（馬場）  | 頭 数 | 枠 番 | 馬 番 | オッズ （人気） | 着順 | タイム （上り3F） | 着差 | 騎手          | 斤量 [kg] | 1着馬（2着馬）         | 馬体重 [kg] | 出典  |
| ---------- | ------ | ---------------------- | ------- | ------------- | ----- | ----- | ----- | --------------- | ---- | ----------------- | ---- | ------------- | --------- | ---------------------- | ----------- | ----- |
| 2015.11.08 | 東京   | 2歳新馬                |         | 芝1800m（稍） | 16    | 2     | 4     | 007.90（4人）   | 07着 | R1:53.5（34.3）   | -1.4 | 0柴山雄一     | 55        | キラージョー           | 484         |       |
| 2016.01.16 | 中京   | 3歳未勝利              |         | 芝1600m（良） | 16    | 1     | 1     | 008.50（3人）   | 06着 | R1:35.6（34.5）   | -0.3 | 0石川裕紀人   | 55        | マテラアリオン         | 482         |       |
| 0000.03.13 | 中山   | 3歳未勝利              |         | 芝1800m（良） | 16    | 4     | 7     | 002.70（1人）   | 01着 | R1:52.1（34.4）   | -0.3 | 0石川裕紀人   | 55        | （ネオヴェルザンディ） | 484         |       |
| 0000.04.16 | 中山   | 山藤賞                 | 500万下 | 芝2000m（良） | 10    | 2     | 2     | 002.10（1人）   | 01着 | R2:01.1（34.4）   | -0.1 | 0戸崎圭太     | 56        | （ミヤビエンブレム）   | 486         |       |
| 0000.05.07 | 東京   | プリンシパルS          | OP      | 芝2000m（良） | 17    | 6     | 12    | 005.80（3人）   | 03着 | R1:59.5（34.2）   | -0.3 | 0石川裕紀人   | 56        | アジュールローズ       | 484         |       |
| 0000.07.03 | 福島   | ラジオNIKKEI賞         | GIII    | 芝1800m（良） | 16    | 1     | 1     | 004.00（1人）   | 01着 | R1:47.0（34.5）   | -0.2 | 0戸崎圭太     | 54        | （ダイワドレッサー）   | 482         |       |
| 0000.09.18 | 中山   | セントライト記念       | GII     | 芝2200m（良） | 12    | 7     | 10    | 006.80（2人）   | 02着 | R2:13.1（35.0）   | -0.0 | 0戸崎圭太     | 56        | ディーマジェスティ     | 480         |       |
| 0000.11.13 | 福島   | 福島記念               | GIII    | 芝2000m（良） | 16    | 7     | 13    | 002.10（1人）   | 02着 | R2:01.0（35.6）   | -0.2 | 0A.シュタルケ | 55        | マルターズアポジー     | 486         |       |
| 2017.01.22 | 中山   | AJCC                   | GII     | 芝2200m（良） | 17    | 5     | 10    | 002.80（1人）   | 02着 | R2:12.0（35.7）   | -0.1 | 0戸崎圭太     | 55        | タンタアレグリア       | 492         |       |
| 0000.07.09 | 福島   | 七夕賞                 | GIII    | 芝2000m（良） | 12    | 6     | 8     | 003.40（1人）   | 01着 | R1:58.2（36.1）   | -0.1 | 0戸崎圭太     | 57        | （マイネルフロスト）   | 488         |       |
| 2018.03.24 | 中山   | 日経賞                 | GII     | 芝2500m（良） | 15    | 5     | 9     | 009.10（5人）   | 06着 | R2:34.3（35.6）   | -0.4 | 0戸崎圭太     | 56        | ガンコ                 | 498         |       |
| 0000.05.27 | 東京   | 目黒記念               | GIII    | 芝2500m（良） | 16    | 1     | 2     | 007.70（3人）   | 06着 | R2:30.0（34.0）   | -0.3 | 0戸崎圭太     | 57.5      | ウインテンダネス       | 496         |       |
| 0000.06.24 | 阪神   | 宝塚記念               | GI      | 芝2200m（稍） | 16    | 8     | 15    | 014.60（9人）   | 14着 | R2:14.6（38.6）   | -3.0 | 0池添謙一     | 58        | ミッキーロケット       | 494         |       |
| 2020.08.22 | 内蒙古 | 四岁及以上純血马公开赛 | OP      | ダ2400m       | 12    |       | 4     | -               | 04着 | -                 | -    | 董斯琴朝格图  | 50        | -                      | -           | [ 3 ] |

## 血統表
| ゼーヴィントの血統              | ゼーヴィントの血統                                     | ゼーヴィントの血統                                     | （血統表の出典）                                       | （血統表の出典） |
| 父系                            | サンデーサイレンス系                                   | サンデーサイレンス系                                   | サンデーサイレンス系                                   | [ § 2 ]          |
| 父 ディープインパクト 2002 鹿毛 | 父の父*サンデーサイレンス Sunday Silence 1986 青鹿毛   | Halo                                                   | Hail to Reason                                         | Hail to Reason   |
| 父 ディープインパクト 2002 鹿毛 | 父の父*サンデーサイレンス Sunday Silence 1986 青鹿毛   | Halo                                                   | Cosmah                                                 |                  |
| 父 ディープインパクト 2002 鹿毛 | 父の父*サンデーサイレンス Sunday Silence 1986 青鹿毛   | Wishing Well                                           | Understanding                                          | Understanding    |
| 父 ディープインパクト 2002 鹿毛 | 父の父*サンデーサイレンス Sunday Silence 1986 青鹿毛   | Wishing Well                                           | Mountain Flower                                        |                  |
| 父 ディープインパクト 2002 鹿毛 | 父の母*ウインドインハーヘア Wind in Her Hair 1991 鹿毛 | Alzao                                                  | Lyphard                                                | Lyphard          |
| 父 ディープインパクト 2002 鹿毛 | 父の母*ウインドインハーヘア Wind in Her Hair 1991 鹿毛 | Alzao                                                  | Lady Rebecca                                           |                  |
| 父 ディープインパクト 2002 鹿毛 | 父の母*ウインドインハーヘア Wind in Her Hair 1991 鹿毛 | Burghclere                                             | Busted                                                 | Busted           |
| 父 ディープインパクト 2002 鹿毛 | 父の母*ウインドインハーヘア Wind in Her Hair 1991 鹿毛 | Burghclere                                             | Highclere                                              |                  |
| 母 シルキーラグーン 2000 黒鹿毛 | 母の父*ブライアンズタイム Brian's Time 1985 黒鹿毛     | Roberto                                                | Hail to Reason                                         | Hail to Reason   |
| 母 シルキーラグーン 2000 黒鹿毛 | 母の父*ブライアンズタイム Brian's Time 1985 黒鹿毛     | Roberto                                                | Bramalea                                               |                  |
| 母 シルキーラグーン 2000 黒鹿毛 | 母の父*ブライアンズタイム Brian's Time 1985 黒鹿毛     | Kelley's Day                                           | Graustark                                              | Graustark        |
| 母 シルキーラグーン 2000 黒鹿毛 | 母の父*ブライアンズタイム Brian's Time 1985 黒鹿毛     | Kelley's Day                                           | Golden Trail                                           |                  |
| 母 シルキーラグーン 2000 黒鹿毛 | 母の母シーヴィーナス 1995 鹿毛                         | Dayjur                                                 | Danzig                                                 | Danzig           |
| 母 シルキーラグーン 2000 黒鹿毛 | 母の母シーヴィーナス 1995 鹿毛                         | Dayjur                                                 | Gold Beauty                                            |                  |
| 母 シルキーラグーン 2000 黒鹿毛 | 母の母シーヴィーナス 1995 鹿毛                         | *アサーティブプリンセス                                | Assert                                                 | Assert           |
| 母 シルキーラグーン 2000 黒鹿毛 | 母の母シーヴィーナス 1995 鹿毛                         | *アサーティブプリンセス                                | Pacific Princess                                       |                  |
| 母系(F-No.)                     | (FN:13-a)                                              | (FN:13-a)                                              | (FN:13-a)                                              | [ § 3 ]          |
| 5代内の近親交配                 | Hail to Reason 4×4＝12.50%、Northern Dancer 5×5＝6.25% | Hail to Reason 4×4＝12.50%、Northern Dancer 5×5＝6.25% | Hail to Reason 4×4＝12.50%、Northern Dancer 5×5＝6.25% | [ § 4 ]          |
| 出典                            | 1. 2. 3. 4.                                            | 1. 2. 3. 4.                                            | 1. 2. 3. 4.                                            | 1. 2. 3. 4.      |

- 母シルキーラグーンは現役時代にオープン特別3勝を含む7勝を挙げている[20]。
- 祖母シーヴィーナスの従兄弟にビワハヤヒデ、ナリタブライアン、ビワタケヒデ、ファレノプシス、サンデーブレイク、キズナ。